# Natação nos Jogos Olímpicos de Verão de 2020 - Revezamento 4x100 m livre feminino
A competição do revezamento 4x100 m livre feminino da natação nos Jogos Olímpicos de Verão de 2020 foi disputada em 24 e 25 de julho de 2021 no Centro Aquático, em Tóquio. Um total de 68 nadadoras de 15 Comitês Olímpicos Nacionais (CON) participaram do evento.

## Qualificação
As doze melhores equipes neste evento no durante o Campeonato Mundial de Esportes Aquáticos de 2019 se classificaram para as Olimpíadas. Outras quatro equipes se classificaram por terem os tempos mais rápidos em eventos de qualificação aprovados durante o período entre 1º de março de 2019 a 30 de maio de 2020.

## Formato
A competição consiste em duas rodadas: preliminares e final. As equipes com os oito melhores tempos nas baterias preliminares avançam a final. Desempates (swim-offs) são utilizados conforme necessário para quebrar os empates de avanço a próxima rodada.

## Calendário
Horário local (UTC+9)
| Data                | Horário | Fase         |
| ------------------- | ------- | ------------ |
| 24 de julho de 2021 | 20:40   | Preliminares |
| 25 de julho de 2021 | 11:45   | Final        |

## Medalhistas
|  | AUS Austrália                                                                            |  | CAN Canadá                                                              |  | USA Estados Unidos                                                                                    |
|  | Bronte Campbell Cate Campbell Meg Harris Emma McKeon Mollie O'Callaghan* Madison Wilson* |  | Kayla Sanchez Maggie Mac Neil Rebecca Smith Penny Oleksiak Taylor Ruck* |  | Erika Brown Abbey Weitzeil Natalie Hinds Simone Manuel Catie DeLoof* Allison Schmitt* Olivia Smoliga* |

*Participaram apenas das eliminatórias, mas também receberam medalhas.

## Recordes
Antes desta competição, os recordes mundiais e olímpicos da prova eram os seguintes:
| Tipo | Atleta                                                                                                   | Tempo   | Local          | Data                |
| ---- | --- | ------- | -------------- | ------------------- |
|      | AUS Austrália Shayna Jack (54.03) Bronte Campbell (52.03) Emma McKeon (52.99) Cate Campbell (51.00)      | 3:30.05 | Gold Coast     | 5 de abril de 2018  |
|      | AUS Austrália Emma McKeon (53.41) Brittany Elmslie (53.12) Bronte Campbell (52.15) Cate Campbell (51.97) | 3:30.65 | Rio de Janeiro | 6 de agosto de 2016 |

Os seguintes recordes mundiais e/ou olímpicos foram estabelecidos durante esta competição:
| Data                | Evento | Atleta                                                                                             | Tempo   | Notas |
| ------------------- | ------ | -------------------------------------------------------------------------------------------------- | ------- | ----- |
| 25 de julho de 2021 | Final  | AUS Austrália Bronte Campbell (53.01) Meg Harris (53.09) Emma McKeon (51.35) Cate Campbell (52.24) | 3:29.69 | ,     |

## Resultados

### Preliminares
As equipes com as oito primeiras colocações, independente da bateria, avançam a final.
| Pos. | Bateria | Raia | CON                 | Nadadoras                                                                                                 | Tempo   | Notas |
| ---- | ------- | ---- | ------------------- | --- | ------- | ----- |
| 1    | 2       | 4    | AUS Austrália       | Mollie O'Callaghan (53.08) Meg Harris (52.73) Madison Wilson (53.10) Bronte Campbell (52.82)              | 3:31.73 | Q     |
| 2    | 2       | 3    | NED Países Baixos   | Kim Busch (54.79) Ranomi Kromowidjojo (52.50) Marrit Steenbergen (54.32) Femke Heemskerk (51.90)          | 3:33.51 | Q     |
| 3    | 2       | 5    | CAN Canadá          | Kayla Sanchez (53.45) Taylor Ruck (54.16) Rebecca Smith (53.73) Penny Oleksiak (52.38)                    | 3:33.72 | Q     |
| 4    | 1       | 5    | GBR Grã-Bretanha    | Lucy Hope (54.37) Anna Hopkin (52.65) Abbie Wood (53.55) Freya Anderson (53.46)                           | 3:34.03 | Q,    |
| 5    | 1       | 4    | USA Estados Unidos  | Olivia Smoliga (54.06) Catie DeLoof (53.42) Allison Schmitt (54.04) Natalie Hinds (53.28)                 | 3:34.80 | Q     |
| 6    | 2       | 6    | CHN China           | Cheng Yujie (54.03) Zhu Menghui (53.48) Ai Yanhan (54.33) Wu Qingfeng (53.23)                             | 3:35.07 | Q,    |
| 7    | 1       | 2    | DEN Dinamarca       | Pernille Blume (53.15) Signe Bro (53.19) Julie Kepp Jensen (54.72) Jeanette Ottesen (54.50)               | 3:35.56 | Q,    |
| 8    | 1       | 6    | SWE Suécia          | Sarah Sjöström (52.95) Michelle Coleman (53.44) Louise Hansson (53.68) Sara Junevik (55.86)               | 3:35.93 | Q     |
| 9    | 2       | 2    | JPN Japão           | Chihiro Igarashi (54.10) Rikako Ikee (53.63) Natsumi Sakai (54.70) Rika Omoto (53.77)                     | 3:36.20 |       |
| 10   | 1       | 3    | FRA França          | Béryl Gastaldello (54.28) Charlotte Bonnet (53.05) Margaux Fabre (54.83) Anouchka Martin (54.45)          | 3:36.61 |       |
| 11   | 2       | 1    | ROC                 | Daria S. Ustinova (54.75) Arina Surkova (54.54) Elizaveta Klevanovich (54.57) Veronika Andrusenko (54.39) | 3:38.25 |       |
| 12   | 1       | 7    | BRA Brasil          | Larissa Oliveira (54.79) Ana Carolina Vieira (54.92) Etiene Medeiros (55.42) Stephanie Balduccini (54.06) | 3:39.19 |       |
| 13   | 2       | 7    | GER Alemanha        | Lisa Höpink (54.83) Annika Bruhn (54.33) Marie Pietruschka (55.31) Hannah Küchler (54.86)                 | 3:39.33 |       |
| 14   | 2       | 8    | CZE República Checa | Barbora Seemanová (53.86) Kristýna Horská (56.72) Barbora Janíčková (55.89) Anika Apostalon (55.93)       | 3:42.40 |       |
| 15   | 1       | 1    | HKG Hong Kong       | Tam Hoi Lam (55.58) Camille Cheng (54.61) Stephanie Au (56.96) Ho Nam Wai (56.37)                         | 3:43.52 |       |

### Final
As três equipes mais rápidas na final conquistaram as medalhas.
| Pos. | Raia | CON                | Nadadoras                                                                                      | Tempo   | Notas            |
| ---- | ---- | ------------------ | ---------------------------------------------------------------------------------------------- | ------- | ---------------- |
| 01 ! | 4    | AUS Austrália      | Bronte Campbell (53.01) Meg Harris (53.09) Emma McKeon (51.35) Cate Campbell (52.24)           | 3:29.69 | Recorde mundial  |
| 02 ! | 3    | CAN Canadá         | Kayla Sanchez (53.42) Maggie Mac Neil (53.47) Rebecca Smith (53.63) Penny Oleksiak (52.26)     | 3:32.78 |                  |
| 03 ! | 2    | USA Estados Unidos | Erika Brown (54.02) Abbey Weitzeil (52.68) Natalie Hinds (53.15) Simone Manuel (52.96)         | 3:32.81 |                  |
| 4    | 5    | NED Países Baixos  | Kim Busch (54.64) Ranomi Kromowidjojo (52.87) Kira Toussaint (54.14) Femke Heemskerk (52.05)   | 3:33.70 |                  |
| 5    | 6    | GBR Grã-Bretanha   | Anna Hopkin (53.16) Abbie Wood (53.23) Lucy Hope (54.73) Freya Anderson (52.84)                | 3:33.96 | Recorde nacional |
| 6    | 8    | SWE Suécia         | Sarah Sjöström (52.62 ) Michelle Coleman (53.62) Louise Hansson (53.51) Sophie Hansson (54.94) | 3:34.69 |                  |
| 7    | 7    | CHN China          | Cheng Yujie (54.10) Zhu Menghui (53.54) Ai Yanhan (54.22) Wu Qingfeng (52.90)                  | 3:34.76 | Recorde asiático |
| 8    | 1    | DEN Dinamarca      | Pernille Blume (53.07) Signe Bro (53.78) Julie Kepp Jensen (54.46) Jeanette Ottesen (54.39)    | 3:35.70 |                  |

Legenda
| Recorde mundial      | Recorde mundial (World record)               |                       | Recorde africano                      | Recorde africano (African) |                                           | Q | Classificado por posição (Qualified) |
| Recorde olímpico     | Recorde olímpico (Olympic record)            | Recorde da América    | Recorde da América (Americas)         | q                          | Classificado por melhor tempo (Qualified) |   |                                      |
| Melhor marca do ano  | Melhor marca do ano (World leading)          | Recorde asiático      | Recorde asiático (Asian)              | DNS                        | Não largou (Did not start)                |   |                                      |
| Recorde nacional     | Recorde nacional (National record)           | Recorde europeu       | Recorde europeu (European)            | DNF                        | Não terminou (Did not finish)             |   |                                      |
| Recorde pessoal      | Recorde pessoal do atleta (Personal best)    | Recorde da Oceania    | Recorde da Oceania (Oceania)          | DSQ / DQ                   | Desclassificado (Disqualified)            |   |                                      |
| Recorde da temporada | Recorde da temporada do atleta (Season best) | Recorde sul-americano | Recorde sul-americano (South America) | NM                         | Sem marca (No mark)                       |   |                                      |